# Comité national pour le salut du peuple
Ne doit pas être confondu avec Comité de transition pour le salut du peuple.
Le Comité national pour le salut du peuple (CNSP) est une institution politico-militaire mise en place le 19 août 2020 au Mali, par des militaires ayant participé au coup d'État de 2020 au Mali, et qui voit l'arrestation du président de la République Ibrahim Boubacar Keïta. Son président actuel est Assimi Goïta, colonel des Forces armées maliennes.
Le 25 septembre, le pouvoir constitutionnel est rétabli avec la nomination de Bah N'Daw à la présidence de la République. La junte reste cependant active jusqu'à la prochaine élection présidentielle. Elle est dissoute en janvier 2021 par décret.

## Historique

### Coup d'État et création
Dans la matinée du 19 août, lendemain de l'arrestation du président de la République et du Premier ministre, les militaires insurgés annoncent, par la voix de Ismaël Wagué, la création du Comité national pour le salut du peuple (CNSP), chargé de la transition, et la tenue de nouvelles élections présidentielle et législatives « dans un temps raisonnable » et sous une « transition politique civile ». Le jour même, Assimi Goïta est nommé président du Comité national et Malick Diaw vice-président.

### Mesures prises
Le jour de la création de l'instance, ses membres annoncent un couvre-feu de 21 heures à 5 heures ainsi que la fermeture des frontières. La junte décide ensuite de rouvrir les frontières le 21 août.
Après avoir dans un premier temps envisagé une transition politique de neuf mois avec un Conseil de transition dirigé par un militaire ou un civil, la junte annonce le 23 août son désir de diriger une transition militaire de trois ans, avec un gouvernement majoritairement militaire.
Le 24 août, l'acte fondamental adopté par le CNSP fait de Goïta le chef de l'État du Mali.
Le 28 août, Cheick Oumar Traoré est nommé conseiller spécial du président du CNSP, chargé de l’information et de la communication, tandis que Youssouf Coulibaly est chargé des affaires juridiques. Le général Souleymane Doucouré est pour sa part nommé secrétaire général du ministère de la Défense et Oumar Diarra devient chef d'état-major de l'armée malienne. Enfin, le colonel Lassana Doumbia  est nommé à la tête des services de renseignement, et le colonel Jean Dao devient chef d'état-major de la Garde nationale.

### Passation du pouvoir aux civils
Le 21 septembre, le CNSP désigne l’ex-ministre de la Défense Bah N'Daw, 70 ans, pour occuper les fonctions de chef de l’État de transition. 
Le 25 septembre, le pouvoir constitutionnel est rétabli avec la nomination de Bah N'Daw à la présidence de la République. La junte reste cependant active jusqu'à la mise en place du Parlement de transition, et plusieurs miliaires sont nommés dans le gouvernement de Moctar Ouane.
Le 5 décembre, le Conseil national de la transition est lancé.
Le 13 janvier 2021, la Cédéao appelle à sa dissolution et celle-ci est prononcée par décret le 18 janvier suivant.

### Coup d'État de 2021
Le 24 mai 2021, peu après l'annonce du gouvernement Moctar Ouane (2), qui se caractérise par la mise à l'écart des colonels Modibo Koné et Sadio Camara, membres de l'ex-CNSP, Bah N’Daw et le Premier ministre, ainsi que le ministre de la Défense, sont interpelés par des militaires proches du vice-président Goïta et conduits sous escorte militaire à Kati.
L'armée annonce le lendemain à l'ORTM que Goïta a mis « hors de leurs prérogatives » le président de la Transition et le Premier ministre de transition — qu'il accuse du « sabotage [de la transition] » —, pour ne pas l'avoir consulté lors de la formation du gouvernement — alors que la charte de la transition lui confère un droit de regard sur le choix du ministre de la Défense et celui de la Sécurité, anciennement occupés par ses alliés Camara et Koné — mais que les élections sont toujours prévues pour 2022.

## Composition
- Président : Assimi Goïta

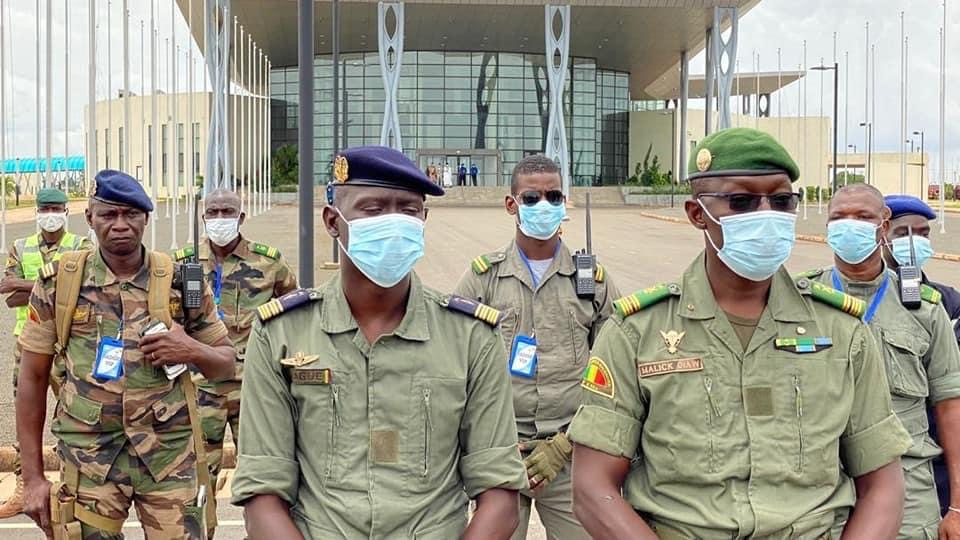
Des membres du Comité national pour le salut du peuple en septembre 2020. Au premier rang, Ismaël Wagué et Malick Diaw.

- Premier vice-président : Malick Diaw
- Deuxième vice-président : Sadio Camara
- Troisième vice-président : Modibo Koné
- Porte-parole : Ismaël Wagué